# Booker Huffman
För musikgruppen, se Booker T. and the MG's.

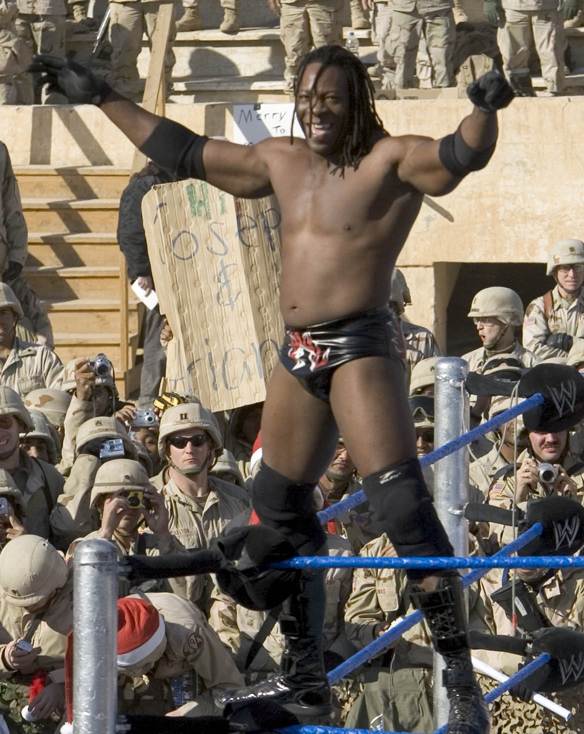
Booker Huffman

Robert Booker Tio Huffman, Booker T, född 1 mars 1965 i Plain Dealing i Louisiana.

## Barndom
Booker var den yngsta av åtta barn. När Booker var tio månader gammal dog hans far. Därefter flyttade familjen från Louisiana till Texas. Booker växte upp i Houston, där han blev mycket intresserad av fribrottning. När Booker var 13 år hade även hans mor dött och han bodde då hos sin 16-åriga syster. Vid 17 års ålder flyttade han in hos sin äldre bror Lash "Stevie Ray" Huffman. Under sin tid på High School spelade han bland annat fotboll och basket.

## Yrkeskarriär
Booker är wrestlare och color commentator. Han har för närvarande ett kontrakt med World Wrestling Entertainment (WWE) där han arbetar som color commentator för Smackdown. Han är mest känd för sin tid i World Championship Wrestling (WCW), Total Nonstop Action Wrestling (TNA). Han är även ägare till wrestlingförbundet Pro Wrestling Alliance.
Under hela sin karriär har han hållit i trettiofem stora titlar i WWE, WCW och TNA 